# Everlasting (岡本真夜の曲)
「Everlasting」（エヴァーラスティング）は、岡本真夜の9作目のシングル。
1998年11月18日発売。発売元は徳間ジャパンコミュニケーションズ。

## 概要
カップリング曲に、2枚目のアルバム『Pureness』収録「銀色の週末」の別バージョン収録。

## 収録曲
1. Everlasting (5:37)
  - 作詞・作曲：岡本真夜、編曲：森俊之
2. 銀色の週末 Ambient Version (4:39)
  - 作詞・作曲：岡本真夜、編曲：森俊之
3. Everlasting (ORIGINAL KARAOKE) (5:37)

## 楽曲の収録アルバム
Everlasting
オリジナル・アルバム『魔法のリングにkissをして』（1999年8月4日）, Album Mix
ベスト・アルバム『RISE 1』（2000年5月31日）
セルフカバー・アルバム『Crystal Scenery』（1999年12月29日）, アカペラセルフカバーバージョン
銀色の週末 Ambient Version
ベスト・アルバム『My Favorites』（2010年5月26日）

## タイアップ
- Everlasting：クラフト「カマンベール入り6Pチーズ」CMソング。